# Volotea
Volotea ist eine spanische Billigfluggesellschaft mit Sitz am Flughafen Asturias und derzeit sechzehn Basen in Frankreich, Griechenland, Italien und Spanien.

## Geschichte
Volotea wurde 2011 durch Carlos Muñoz und Lázaro Ros, die Gründer der ebenfalls spanischen Billigfluggesellschaft Vueling, ins Leben gerufen. Der Flugbetrieb wurde am 5. April 2012 aufgenommen. Seit ihrer Gründung baute Volotea ihr Streckennetz stetig aus, im Sommer 2012 kam beispielsweise eine Reihe von Verbindungen zwischen der iberischen Halbinsel und den Balearen hinzu.
Aufgrund der schwierigen Lage auf ihrem spanischen Heimatmarkt und dem Fehlen von Billigfluggesellschaften in Frankreich (abgesehen von der Präsenz ausländischer Fluggesellschaften wie Ryanair) eröffnete die Gesellschaft 2013 nach Italien auch im nördlichen Nachbarland in Bordeaux eine Basis, um so den operativen Schwerpunkt Richtung Mitteleuropa zu verlegen.
Im Jahr 2015 änderte die Gesellschaft ihre Rechtsform von einer S.L. zu einer S.A.; Investoren sind seit 2011 Axis Participaciones Empresariales und Corpfin Capital aus Spanien sowie die US-amerikanische CCMP Capital.
Seit November 2019 führt Volotea die werksinternen Pendelflüge zwischen den Airbus-Standorten Toulouse und Hamburg-Finkenwerder durch.
Im September 2024 wurde angekündigt, dass Aegean Airlines für 50 Millionen Euro 21 Prozent an Volotea übernehmen möchte. In einem ersten Schritt wurden 13 Prozent für 25 Millionen Euro erworben. In einem zweiten, für 2025 geplanten Schritt, kann eine Wandelanleihe in Eigenkapital umgewandelt werden, um so 21 Prozent zu erreichen. Voraussetzung ist das Erfüllen von finanziellen Zielen der Volotea. Ein Börsengang der Volotea ist weiterhin für Anfang 2025 geplant.

## Basen
Volotea unterhält auf 20 Flughäfen in Frankreich, Griechenland, Italien und Spanien Basen.
- Frankreich: Bordeaux, Brest, Lille, Lourdes, Lyon, Marseille, Nantes, Rodez-Aveyron, Straßburg und Toulouse
- Griechenland: Athen
- Italien: Florenz, Neapel, Olbia, Palermo, Venedig und Verona, Bari[11]
- Spanien: Asturias und Bilbao

Eine 21. Basis befindet sich in Hamburg-Finkenwerder, von wo aus ein Werksshuttle für Airbus geflogen wird.

## Flugziele
Volotea bedient von ihren Basen aus diverse Ziele im nördlichen Mittelmeerraum und in Mitteleuropa, im Maghreb sowie auf den Kanarischen Inseln.
Linienziele im deutschsprachigen Raum sind Berlin, Düsseldorf, Hamburg, Hannover, Stuttgart und Wien.

## Flotte

### Aktuelle Flotte
Mit Stand Mai 2025 besteht die Flotte der Volotea aus 41 Flugzeugen mit einem Durchschnittsalter von 18,2 Jahren:
| Flugzeugtyp     | Anzahl | bestellt | Anmerkungen                                    | Sitzplätze  | Durchschnittsalter |
| --------------- | ------ | -------- | ---------------------------------------------- | ----------- | ------------------ |
| Airbus A319-100 | 17     |          |                                                | 156 150 138 | 20,5 Jahre         |
| Airbus A320-200 | 24     |          | einer mit Sharklets ausgestattet; zwei inaktiv | 180         | 16,6 Jahre         |
| Gesamt          | 41     | -        |                                                |             | 18,2 Jahre         |

### Ehemalige Flugzeugtypen

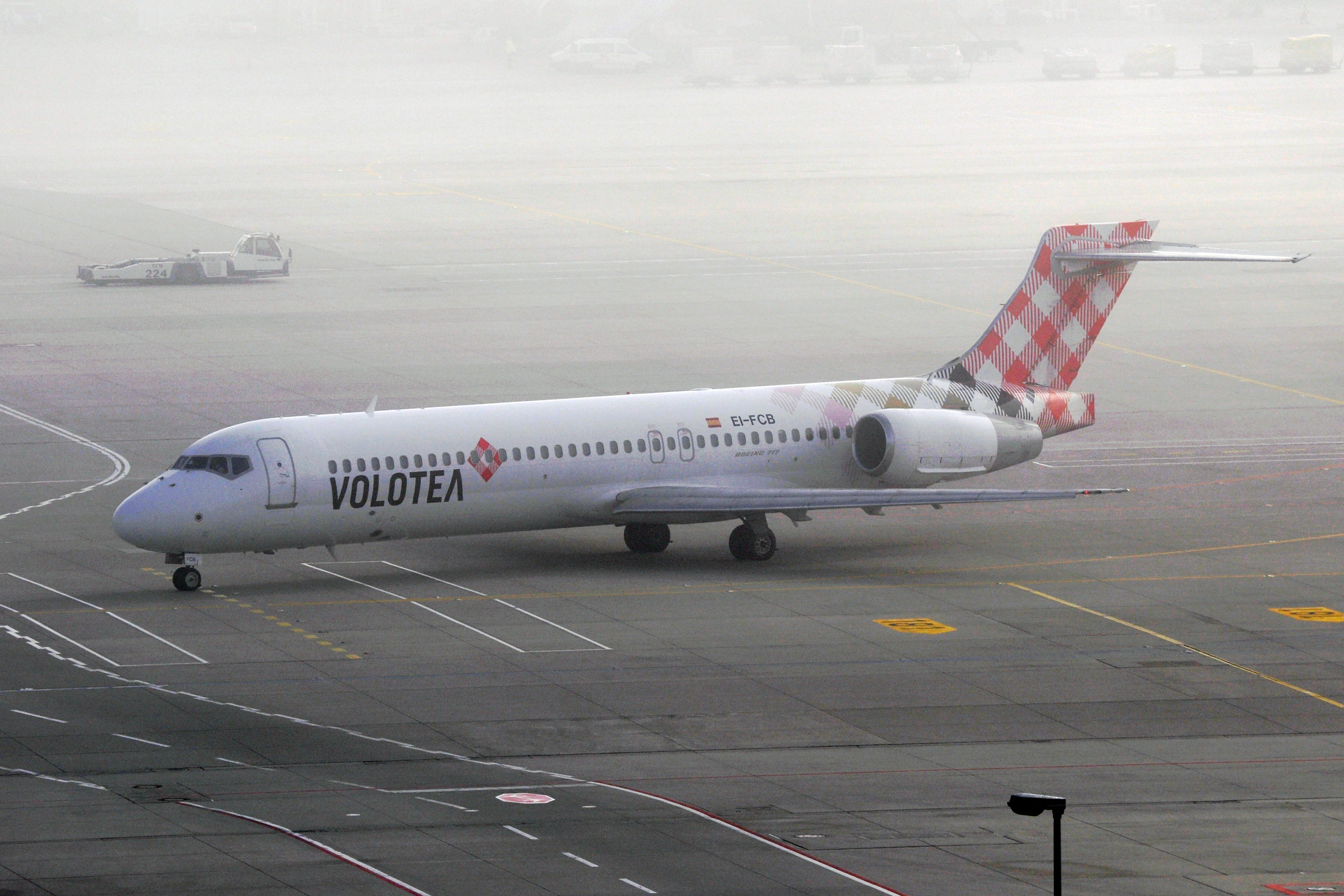
Ehemalige Boeing 717-200 der Volotea

In der Vergangenheit setzte Volotea bereits folgende Flugzeugtypen ein:
- Boeing 717-200 Volotea war bis Januar 2021 der letzte europäische Betreiber der Boeing 717.[15]
- Boeing 737-500

## Trivia
Das Logo und die Heckbemalung der Flugzeuge entspricht dem Stoffmuster Vichy-Karo.